# 京都デニム
京都デニム（きょうとデニム）は世界初着物の染色技術を使用したデニム及び、ブランドの名称。京都の産業活性化と着物の染織後継者育成を目的にスタートした。伝統の技術を昇華させ現代に伝え広める活動を行なっている。江戸中期より着物を製造していたメーカーが前身である。ジーンズ、ぬいぐるみなどの販売をおこなっている。デザイナーは桑山豊章。2018年6月から、デニムの染色工程を一般消費者に体験してもらうための京友禅染め体験教室を開始。

## 概要
2004年に着物の伝統的デザイン技法を現代の衣服に活かすべく研究を開始。伝統工芸士、デザイナー、縫製工場らによって開発された。2008年「京都デニム−KYOTO DENIM-」として発表。主な商品はジーンズであり、「京組紐」「小紋」「友禅染」等の日本の伝統技術を用い手作りされている。2013年には高校の教科書である「新現代社会」（第一学習社）に京都デニムの活動内容が掲載された。店舗は京都市内に1店舗のみで、インターネットでの購入も可能。

## 商品

### バッグ
縫製、染色ともにすべて京都で制作する１点もののバッグが現在、メインアイテムになっている。

### ジーンズ（現在は、休止中）
縫製は岡山で行われ染色は京都の職人が手作業で行なっている、正真正銘の日本産のジーンズである。重ね染めや染め直し、友禅染オーダーも可能なため、より自分好みのデニムにすることもできる。古き良き時代の着物が流行っていた時代のものづくりの技術を継承しつくられたジーンズ。ジンバブエコットン（原産国：ジンバブエ）、マダガスカルコットン（原産国：マダガスカル）ギザコットン（原産国：エジプト）、アンデスコギリシャットン（原産国：ペルー、アンデスの長寿の滝 プカラプカラの近くでとれた綿）、ギザコットン（エジプト）、カメルーンコットン（原産国：カメルーン）、ギリシャコットンなどの高級綿を使用。

### でにぐま
裁断過程ででた端切などの廃棄されるはずだったものを伝統技術によって新しい生地にし、ひとつひとつぬいぐるみとして蘇らせた。着物の染色技術を使った「SDGs」なぬいぐるみである。手作りであり、すべて一点物である。

## 活動
- 2018年6月5日 クラウドファンディングCAMPFIREにて「新アトリエ改装プロジェクト」
- 2018年6月1日 京都デニム直営店にて京友禅染め体験スタート
- 2018年5月10日 色移りしにくい京友禅染め新素材「みやこデニム」を発表
- 2018年3月31日 京友禅染めジーンズを身につけながら京都の伝統文化を体験する桜鑑賞会を開催
- 2018年3月30日〜4月9日 京都デニム直営店にて新作小物の期間限定イベント「春の彩り小物会」開催
- 2018年3月25日〜27日 日本橋三越本店 本館7階 はじまりのカフェ「京都ものづくり」にて期間限定ショップ
- 2018年3月21日 まいまい京都にて「友禅染でマイカードケースづくり」ワークショップ開催
- 2018年3月9日 ウェアラブルセンサー「圧電組紐」を使ったデニム衣料を関西大学に提供
- 2018年2月17日〜19日 東急百貨店本店2階「双裳会」にて特別販売会
- 2018年2月16日〜3月11日 京都デニム直営店にて期間限定イベント「春の芽吹き」開催
- 2018年1月6日〜2月18日 イベント「弱虫ペダル GLORY LINE 京都ステージin京都タワー」コラボ商品"デニムがまぐちコミックケース"販売
- 2017年11月17日〜12月4日 京都デニム直営店にてデニムシャツ・レザー手袋オーダー会「みたて美・秋 ー 和の心地、おあつらえ会 ー」開催
- 2017年10月20日〜10月22日 名鉄百貨店 本店メンズ館の特設会場にて期間限定ショップ
- 2017年9月27日〜10月3日 阪急うめだ本店 1階にて「TIME&EFFORT」ポップアップショップに出店
- 2017年8月11日 静岡伊勢丹5階にて「京都デニム期間限定販売」を開催
- 2017年8月5日〜6日 京都デニム直営店にて「職人による京友禅染め体験」開催
- 2017年8月1日〜16日 京都デニム直営店にて京都デニム10周年記念展「京友禅、みやびと匠」開催
- 2017年6月28日〜7月11日 ジェイアール京都伊勢丹にて「TIME & EFFORT ポップアップストア」出店
- 2017年5月 クラウドファンディングMakuakeにて「京の職人が染めるデニムのお弁当箱」を製作
- 2017年4月8日 京都岡崎にて「春のお花見会」開催
- 2017年4月5日 「Meet the 京都知新」にて京都デニムの作品を展示、販売
- 2016年10月21日〜23日 名鉄百貨店本店メンズ館3階 特設会場にて『染色＆ワンポイント カスタマイズオーダー会』開催
- 2016年10月21日〜27日 京都デニム直営店にて写真展『 indigo ＋ white 』藤里流×京都デニム開催
- 2016年8月24日〜 クラウドファンディングMakuakeにて「大きいサイズの京都デニムオーシャン」限定発売
- 2016年8月17日 京都デニム×京都の大学生「大きなデニムのQRコード作成プロジェクト」実施
- 2013年 　　　　「新現代社会」（第一学習社）に活動が掲載
- 2010年12月10日 「SPINGLE MOVE」とコラボ
- 2010年11月29日 　豊岡の鞄ブランドArtphereアートフィアーとのコラボ
- 2010年10月19日 京都タカシマヤにて京都デニムの期間限定展示
- 2010年6月18日 京都デニムワークショップinバンタンデザイン研究所
- 2010年6月5日 　京都駅にてファッションショー開催
- 2010年5月28日 京都駅ビルにて、京都デニム作品展
- 2008年8月17日 京都デニム展示inロンドン

## TV
- 2019年10月2日 関西テレビ『よ〜いドン！』「となりの人間国宝さん」 京都デニムのデザイナー・桑山豊章をとなりの人間国宝さんに認定していただきました。
- 2018年6月5日 関西テレビ放送「ちゃちゃ入れマンデー」
- 2017年11月21日「nano tones TV」
- 2016年12月24日 日本テレビ「ぶらり途中下車の旅」
- 2016年6月26日 MBS毎日放送「京都知新 〜京都を温めて新しきを知る〜」
- 2015年12月27日 読売テレビ「遠くへ行きたい」
- 2015年3月18日 Gガイド.テレビ大国「JEFF@KYOTO おもてなし京都案内」
- 2014年12月19日読売テレビ「かんさい情報ネットten」
- 2014年10月13日 eo光チャンネル「谷口キヨコの旬なKANSAI トレンド+」
- 2014年10月11日 BS-TBS「ひと・まち紀行」
- 2014年2月16日 日本テレビ「心の都へスペシャル」千年の都 美の旅人 ＃１１京都・美の旅立ち編
- 2014年3月8日 BS朝日「ポップメイカー」
- 2013年11月23日 福島テレビ「サタふく」
- 2013年11月6日 朝日放送「せのぶら！」
- 2013年5月25日 ABC朝日放送『朝だ!生です 旅サラダ』

- 2013年4月21日 BS-TBS『京と明日さんぽ』
- 2012年2月7日 NHK『あさイチ』
- 2012年2月25日 テレビ朝日『SmaSTATION』
- 2011年10月7日 BS朝日『エコの作法』
- 2011年4月18日 関西テレビ『アシタノカタチ』
- 2011年4月10日 日本テレビ『シューイチ』
- 2011年2月2日 関西テレビ『あっぷ＆UP!』
- 2010年12月13日 よみうりテレビ『朝生ワイド す・またん』
- 2010年12月9日 NHKニュース『おはよう日本』
- 2010年11月24日 NHKニュース『京いちにち』
- 2010年11月18日 J-WAVE 81.3 FM 【TOKYO MORNING RADIO】
- 2010年10月16日 近畿エリアCATV放送ネット『三関王』
- 2010年9月2日 日本テレビ『ふれあい夢列島☆宝くじ☆シアワセ発見ジャーニー』
- 2010年7月21日 テレビ大阪『ニュースBIZ』
- 2010年7月12日 NHKワールド『TOKYO FASHION EXPRESS』
- 2009年12月26日 香港公営放送RTHK『設計都市』
- 2009年3月26日 KBS京都放送『京都ちゃちゃちゃっ』
- 2009年1月14日 ABC朝日放送『おはよう朝日です』

## 雑誌・新聞
- 2021年5月17日 烏丸経済新聞「コロナ禍から生まれたアイデア形に」
- 2021年1月22日 京都新聞 【経済プラス】バッグ販売医療者支援 京都デニム売上一部寄付 に掲載
- 2019年8月22日 京都新聞 三井ガーデンホテル京都駅前 京友禅「デニムの間も」新聞掲載
- 2019年4月16日 産経新聞「関・彩・人」伝統技術を日常生活に 新聞掲載
- 2018年5月19日 京都新聞「色落ちしにくいデニム」
- 2018年5月15日「go baaan 5/15~6/30号 Information」
- 2018年5月10日 東洋経済オンライン「色移りしにくい京友禅染め新素材”みやこデニム”を発表」
- 2018年5月1日「LS&D 04 レザー シルバー デニム」
- 2018年4月9日 烏丸経済新聞 「女性スタッフ考案の雑貨フェア」
- 2018年3月10日 京都新聞「ウェアラブルに京の技」
- 2018年3月9日 烏丸経済新聞「京都デニムと関西大が”圧電組紐”ウェア発表」
- 2018年3月2日 日刊スポーツ「てんとう虫デニムネクタイ」
- 2017年11月21日 交通新聞社「京の冬の旅2017-2018」
- 2017年10月2日 朝日新聞出版「まち歩き地図 京都 【ハンディ版】」
- 2017年9月22日 烏丸経済新聞 「木瓜紋入りベスト」
- 2017年7月1日 交通新聞社「散歩の達人 京都」
- 2017年5月22日 枻出版社「トリコガイド 京都 2017-2018」
- 2017年5月13日 JTBパブリッシング「2017 夏限定の京都」
- 2017年5月1日 烏丸経済新聞「京の地図柄デニムトート」
- 2017年4月15日 成美堂出版「歩く地図 京都散歩 2018」
- 2017年4月1日 JTBパブリッシング「るるぶ京都ベスト’18」
- 2017年3月31日 ぴあMOOK関西「京都の寺院」
- 2017年3月30日 朝日新聞出版「＆TRAVEL 京都 2016」
- 2017年3月20日「＆TRAVEL 京都 2018」
- 2017年2月17日 昭文社「まっぷる 京都 ’18」
- 2016年11月5日 実業乃日本社「京都おさんぽマップ」
- 2016年9月10日 朝日出版社「秋の京都 2016」
- 2016年8月19日 昭文社「まっぷる 秋 紅葉の京都 2016」
- 2016年1月15日 JTBパブリッシング「るるぶ京都’16~’17」
- 2015年10月15日 昭文社「まっぷる 京都へでかけよう」
- 2015年9月15日 マガジンハウス「&Premium特別編集 京都、街歩きガイド。」
- 2015年8月15日 JTBパブリッシング「地図で歩くはんなり京都さんぽ 2016」
- 2015年7月16日 朝日新聞出版の「まち歩き地図 京都 2016」
- 2013年3月10日 白川書院の『月刊 京都』
- 2013年2月25日 リーフ・パブリケーションズの『Leaf 4月号』
- 2012年12月10日 宝島社の『MonoMax1月号』
- 2012年11月7日 文藝春秋の『CREA 2012年12月号』
- 2012年10月10日 小学館の『サライ11月号』
- マガジンハウスの『Casa BRUTUS』世界最高のデニム選び。
- 2012年8月23日 マガジンハウスの『Hanako 京都特集』
- 2012年8月4日 京阪神エルマガジン社『Richer2012年9月号』
- 2012年7月10日 宝島社『MonoMax 8月号』
- 2012年5月26日 朝日新聞出版『男の隠れ家 2012年7月号』
- 2012年3月12日 小学館の『和楽 4月号』
- 2011年12月1日 『Discover Japan DESIGN メイド・イン・ニッポン!』
- 2011年10月12日 スターツ出版の『OZmagazine』
- 2011年10月8日　小学館『サライ』
- 2010文化出版局の『装苑』2月号
- 2010年10月9日 小学館『サライ』11月号